# 藏钞

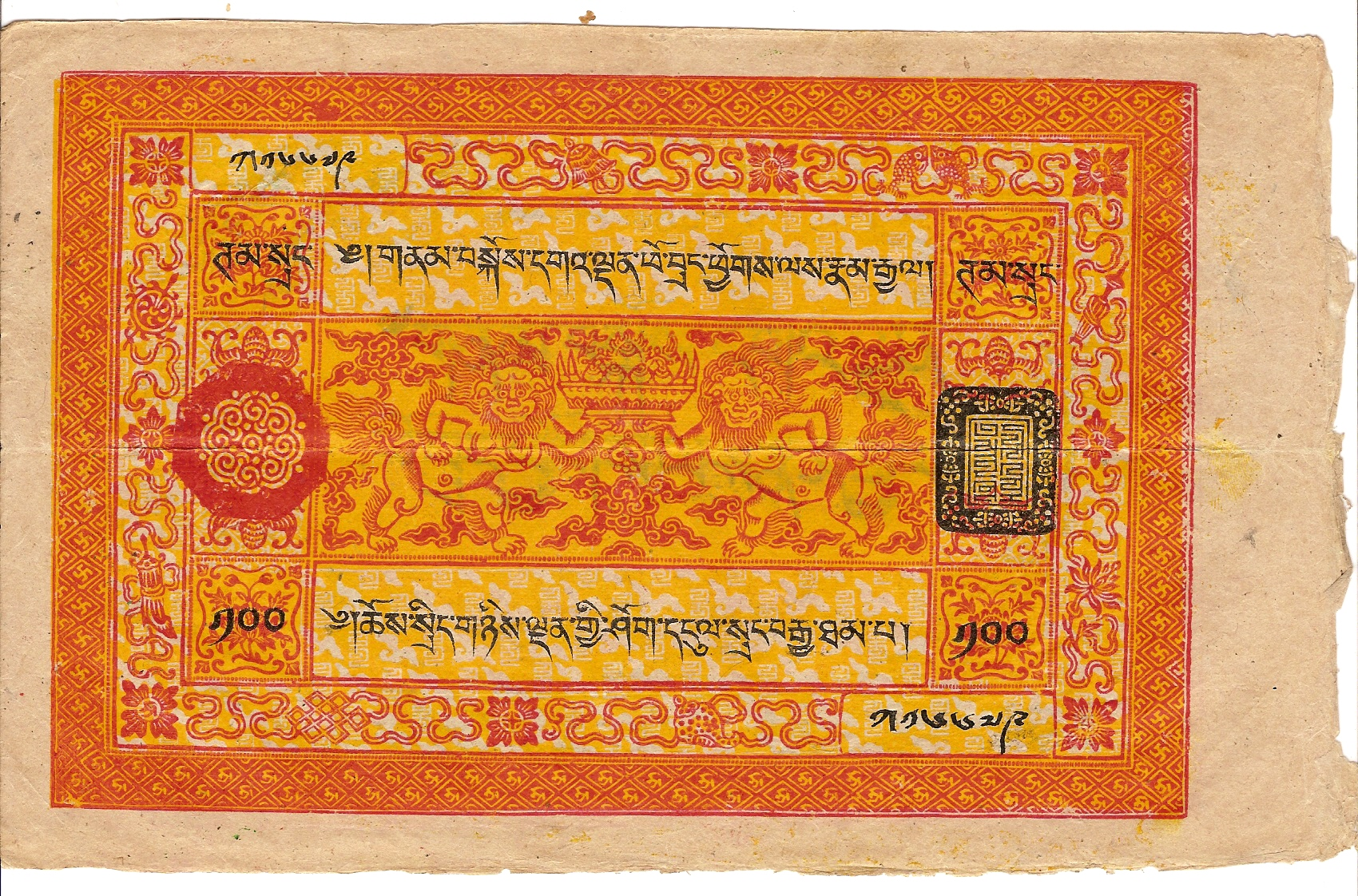
面值为100两的西藏纸币，印刷于1938年

藏钞，為西藏噶厦政府于1912年至1951年间发行的纸币。1926年以前的藏鈔为木刻版单色手工印刷，之后为套色印刷。藏钞的币材为藏纸，表面涂有桐油，具有防潮、防虫蛀的功用。票面上的序列号均为手工书写。

## 历史
藏历第15繞迥第45年（铁猪年，公元1911年），西藏噶厦政府决定印发纸币。1912年，西藏成立银行，并开始在拉萨布达拉宫下面的“雪”城内造币所内印制纸币。早期藏钞均采用木刻手工印制，币材为用狼毒根为主要原料制作的藏纸。1912年至1926年所印制的藏钞均以“章噶”为货币单位，1章噶等于藏银1钱5分。1937年，开始印制以“两”为单位的纸币。
纸币上面有“噶丹颇章确勒朗杰”（意为「天命噶丹颇章所向无敌」）字样的水印。纸币面额包括5章噶、10章噶、15章噶、25章噶和50章噶，以及面额为一嘴、五分、一钱、一章噶、两章噶和四章噶的邮票。这批纸币的正面图案都是雪山、雪狮，以及“雪域大藏国二制政治诞生1659年利乐共宝政教双摄第15繞迥之钞”的字样，正面並且加盖达赖喇嘛的红色印章和银行的黑色关防。紙幣正面的藏曆「1659年」是依據吐蕃王朝第28任贊普佗土度執政或佛教法器從天而降到藏族文明發源地的雅礱河谷的年代來計算，藏曆元年是西元255年（西藏很少使用此種藏曆）。纸币的背面图案则依面值不同而各有区别：
- 50章噶：天蓝色，背面六长寿图（岩长寿、水长寿、树长寿、人长寿、鸟长寿、兽长寿）
- 25章噶：红黄色，背面为和气四瑞图（大象、猴子、山兔、马鸡）
- 15章噶：深紫色，背面为八瑞物图（镜、酪、长寿茅草、木瓜、右旋白螺、牛黄、黄丹和白芥子）
- 10章噶：红色，背面为八瑞相图（吉祥结、妙莲、宝伞、右旋白螺、金法輪、胜幢、宝瓶和金鱼）
- 5章噶：浅绿色，背面为五妙欲供图（铜镜、琵琶、海螺中香水、果实和绫罗，象征供养神佛的色、声、香、味、触五欲）

紙幣背面圖案除了50章噶上的长寿图是受中國影響，其他面額的圖案都是佛教象徵或圖像。這批纸币除了5章噶有約三百張存世外，其他面額存世的甚為稀少。
由于這批纸币为单色印刷，容易伪造，因此出现了大量的假币。1926年，西藏多带造币厂开始印制套色纸币，面值为50章噶。之后又印制发行了面值为100两、5两、10两、25两的纸币（有观点认为还有500章噶及1,000章噶的纸币，但仍需考证）。
西藏政府派人从印度加尔各答学回机械印币技术后，在第16繞迥的铁羊年（公元1931年）采用胶版印刷法，用金東宗（今林芝地區朗縣金東鄉）所产的金東藏紙（一种含有毒素、可防虫蛀的优质纸）印刷了面额为50章噶的彩色钞票，正面为雪山狮子图案，背面图案是虎、狮、鹏龙，以及“政权诞生之1677年，第16繞迥之钞”字样。此后又陆续印刷面额为100两、25两、10两和5两的彩色纸钞。为兑换这些纸钞而储备的黄金准备金为英镑金币，以500枚金币为1箱，共计54箱，存放在布达拉宫的财神库内。藏历火猪年（1948年），由夏格巴·旺秋德丹率领的西藏商务代表团从美国购买了5万盎司（当时约合200万美元）的金锭，与从印度和西藏本地买来的黄金一同存入罗布林卡金库内，作为纸币的准备金。

## 图例

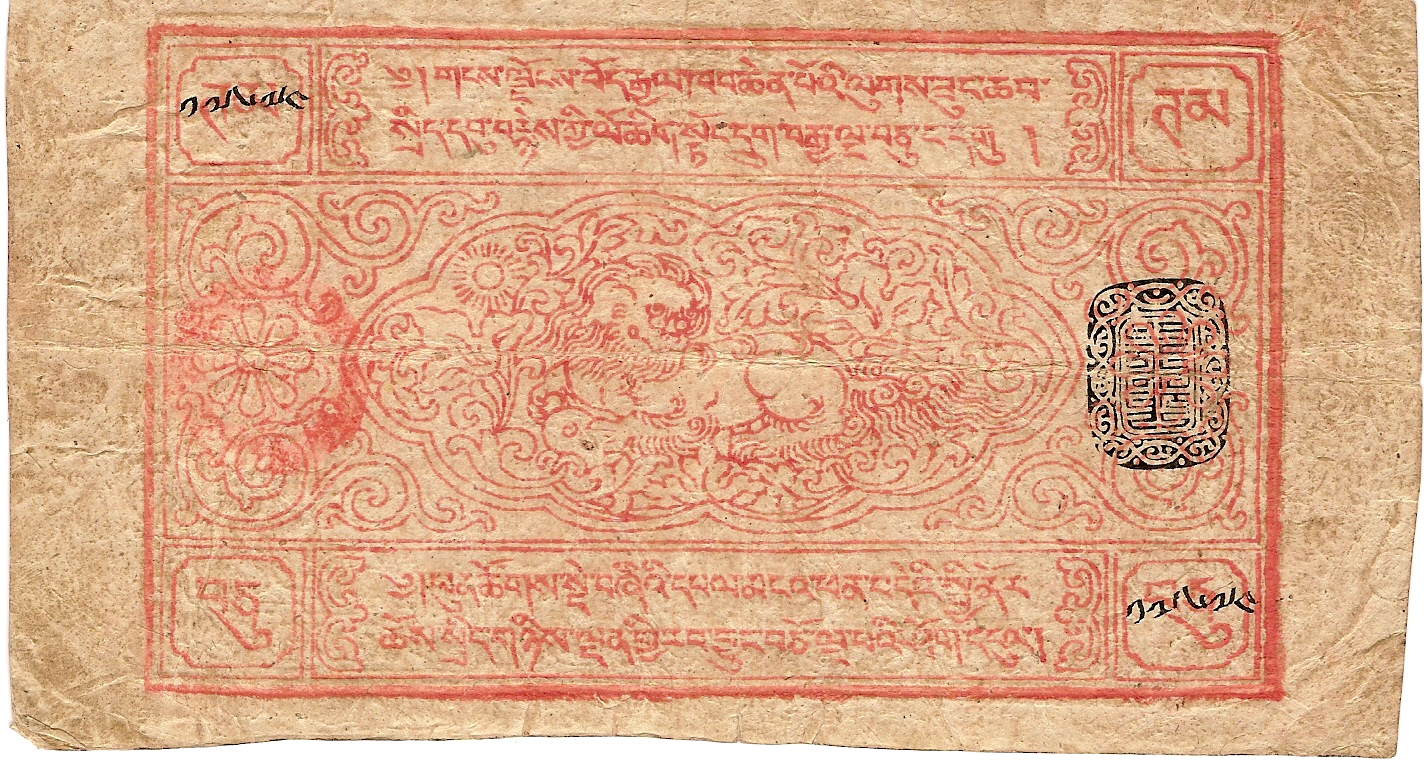
10章噶纸币，1913年，正面
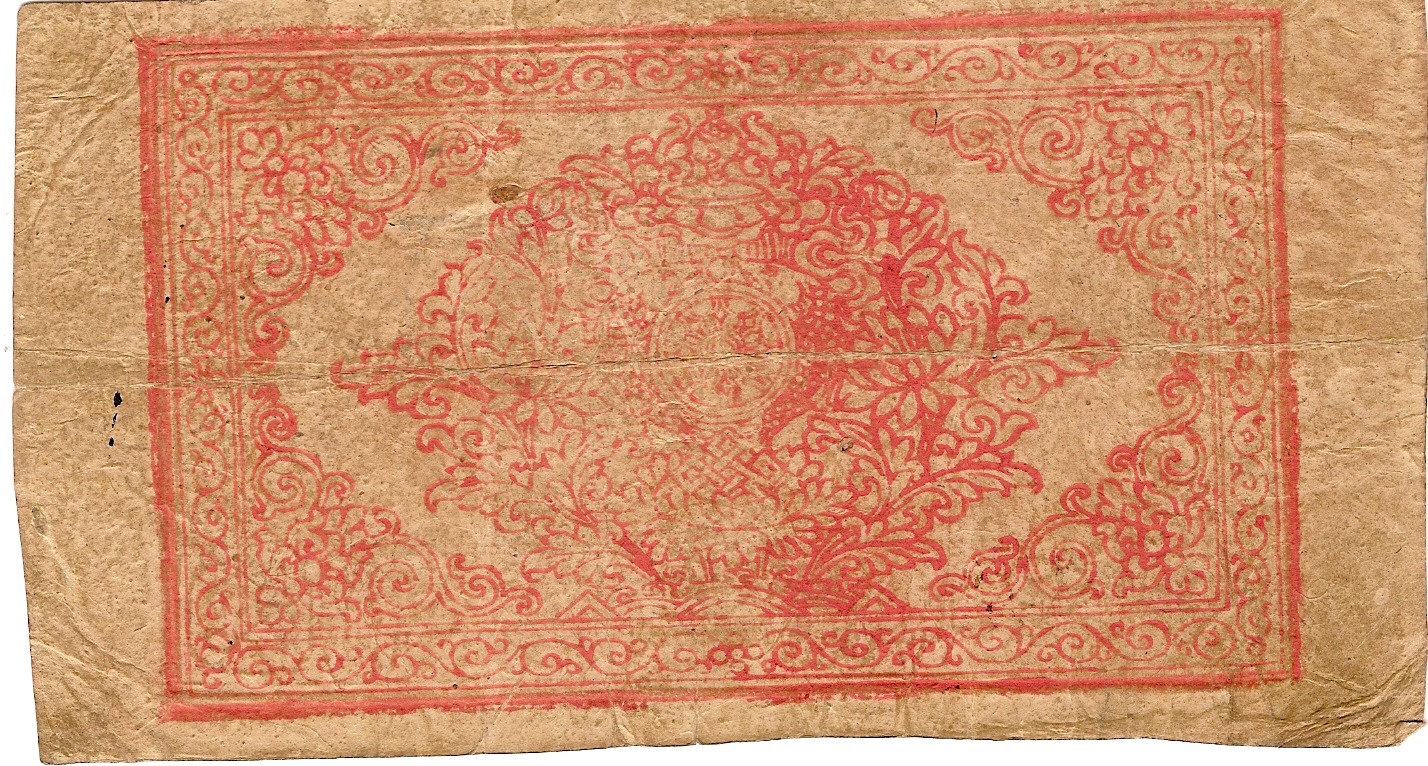
10章噶纸币，1913年，背面，八瑞相图
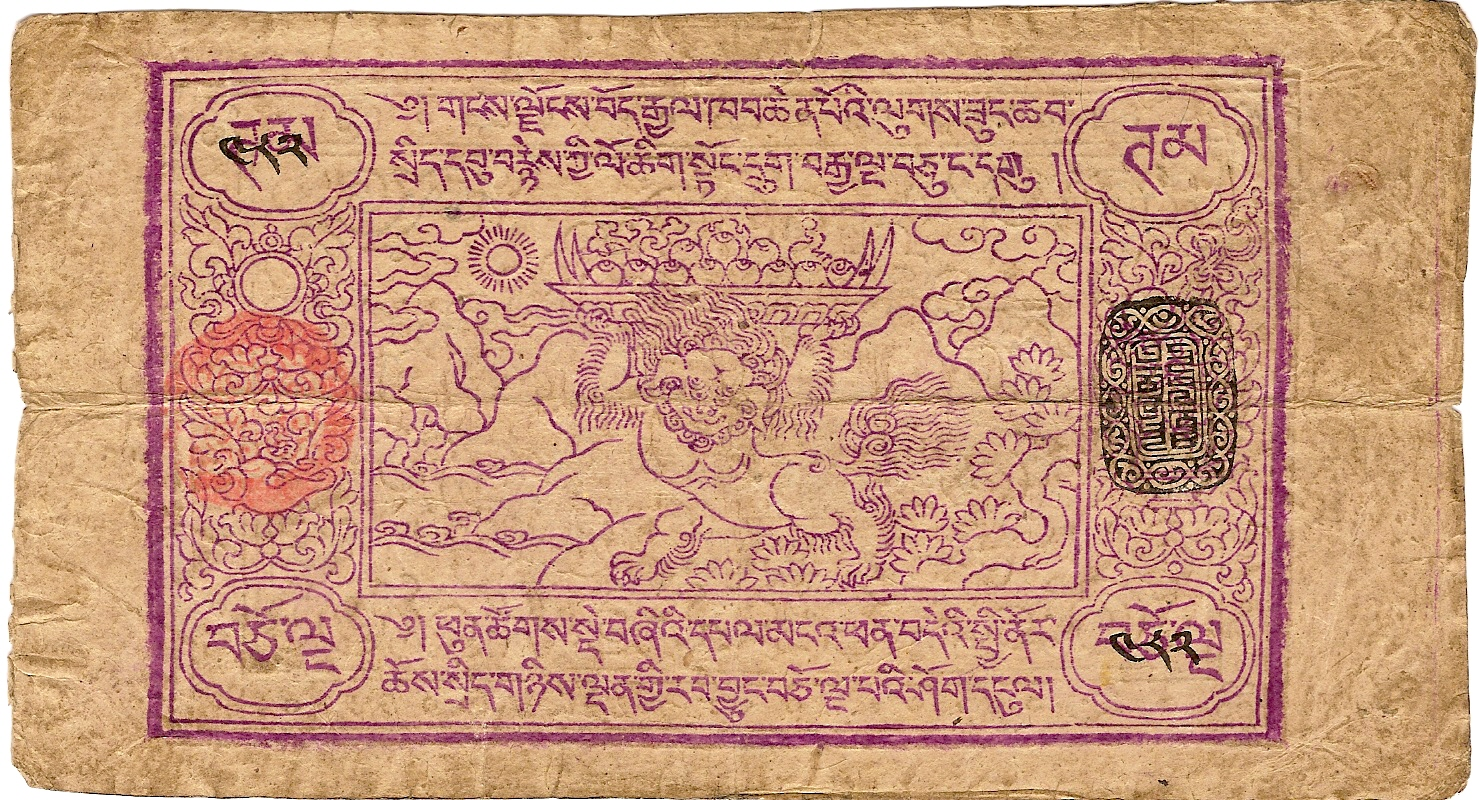
15章噶纸币，正面
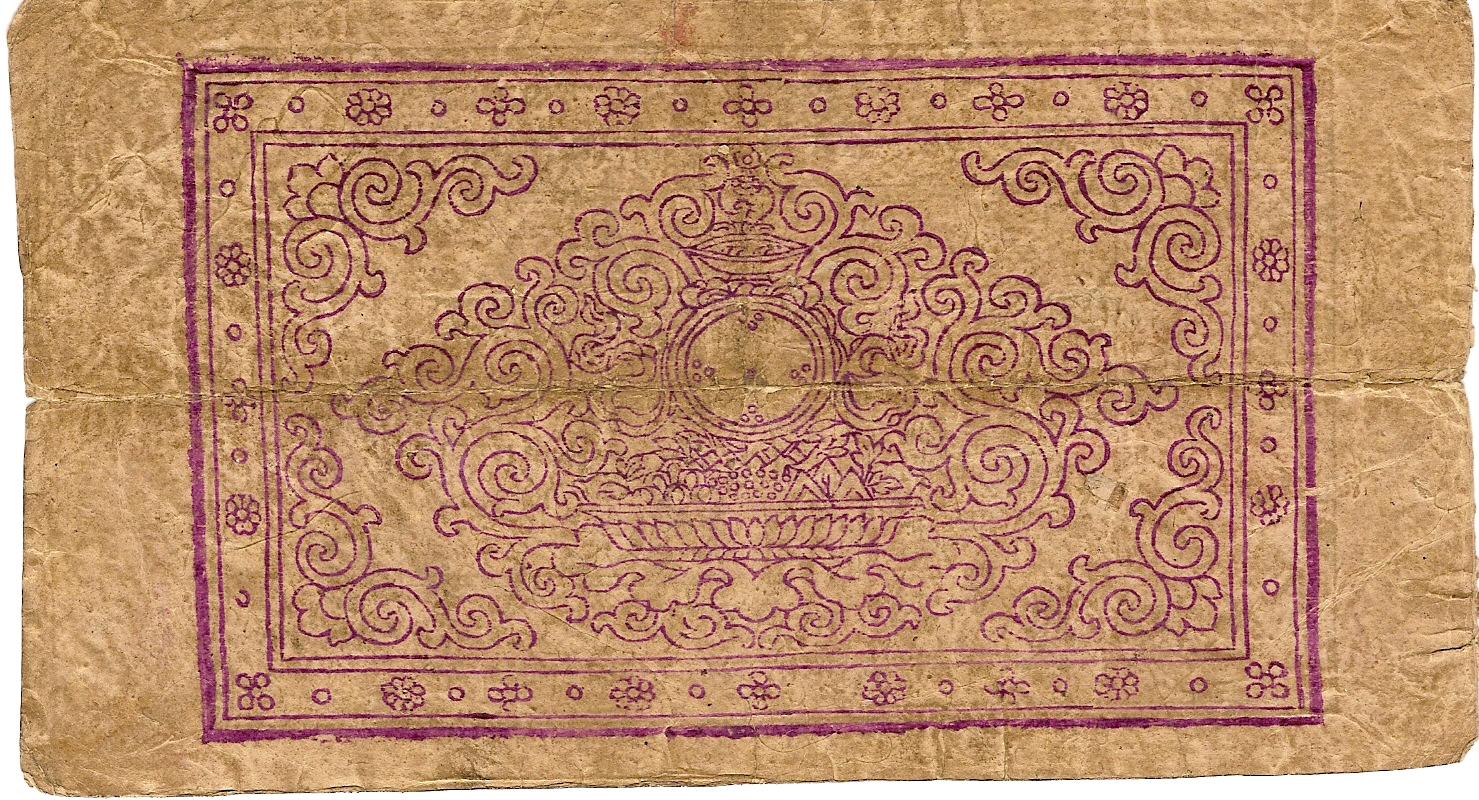
15章噶纸币，背面，八瑞物图
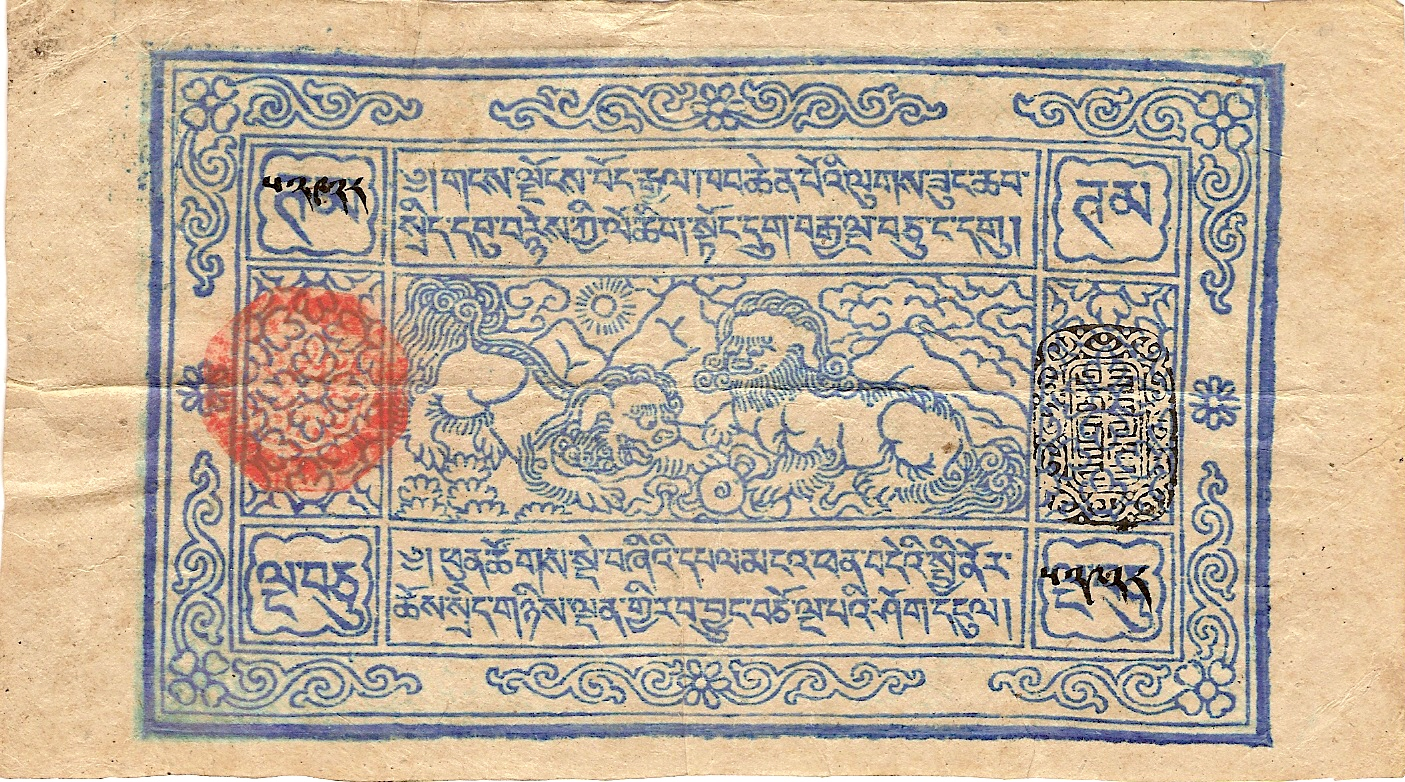
50章噶纸币，1913年，正面
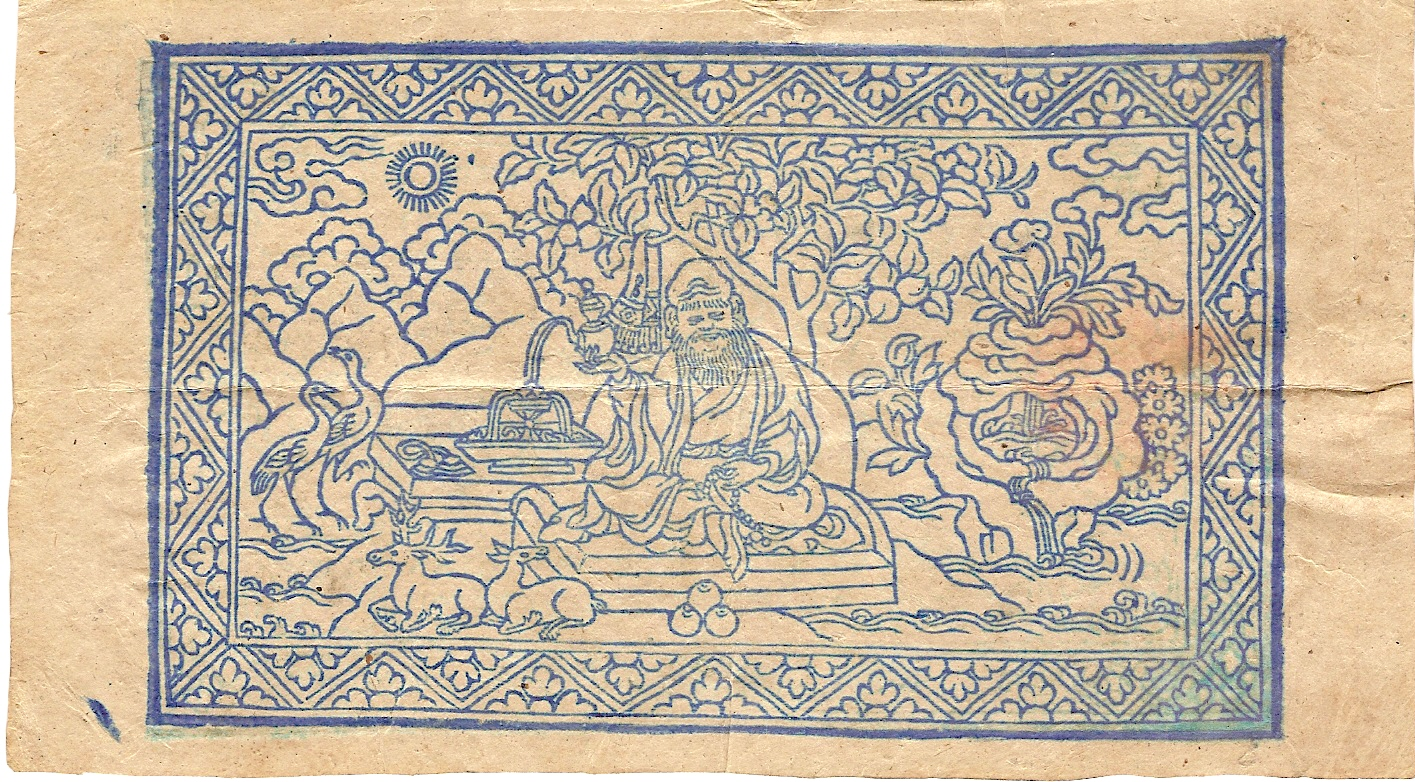
50章噶纸币，1913年，背面，六长寿图
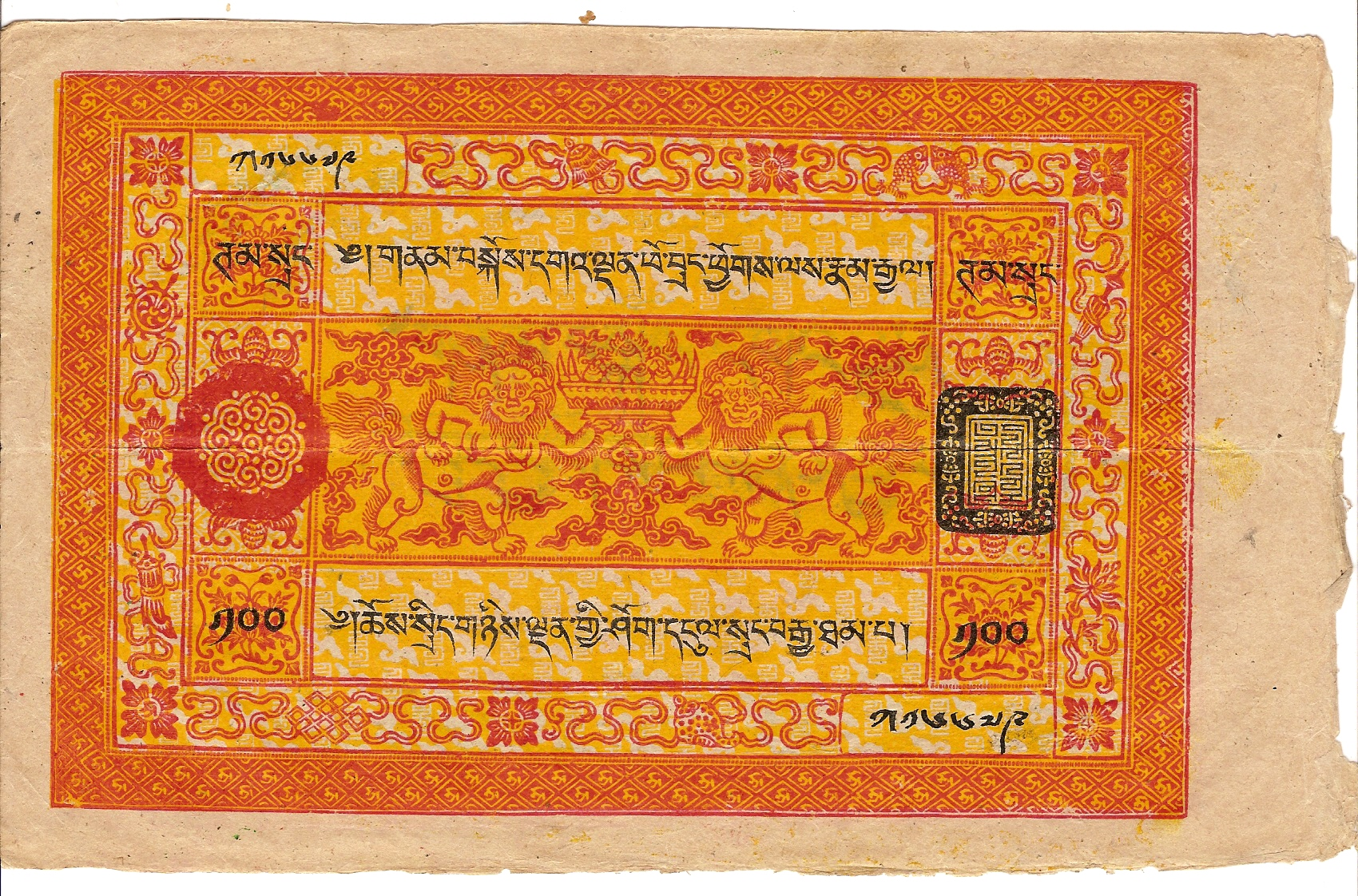
100章噶纸币，正面
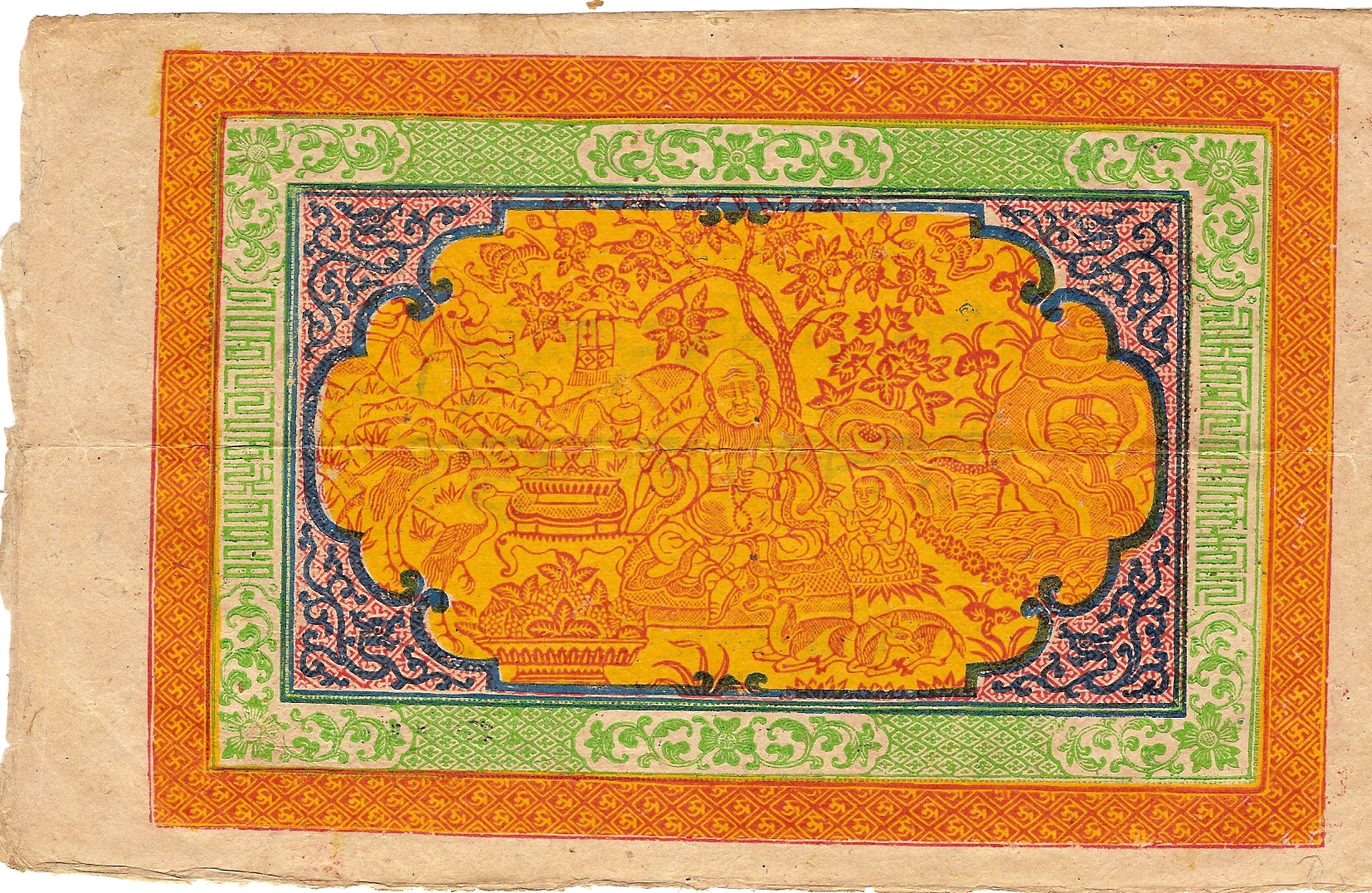
100章噶纸币，背面
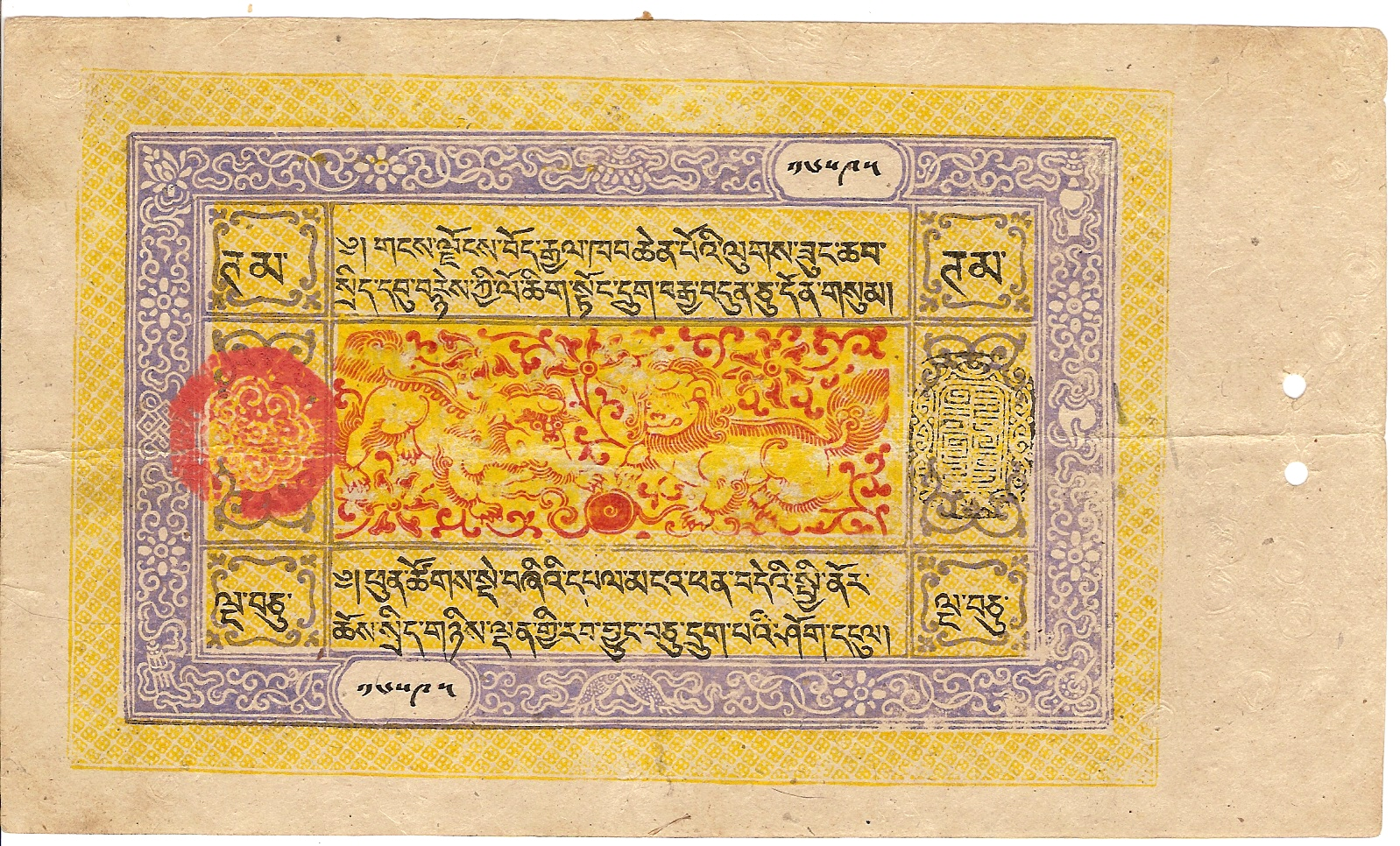
50章噶纸币，1927年，正面
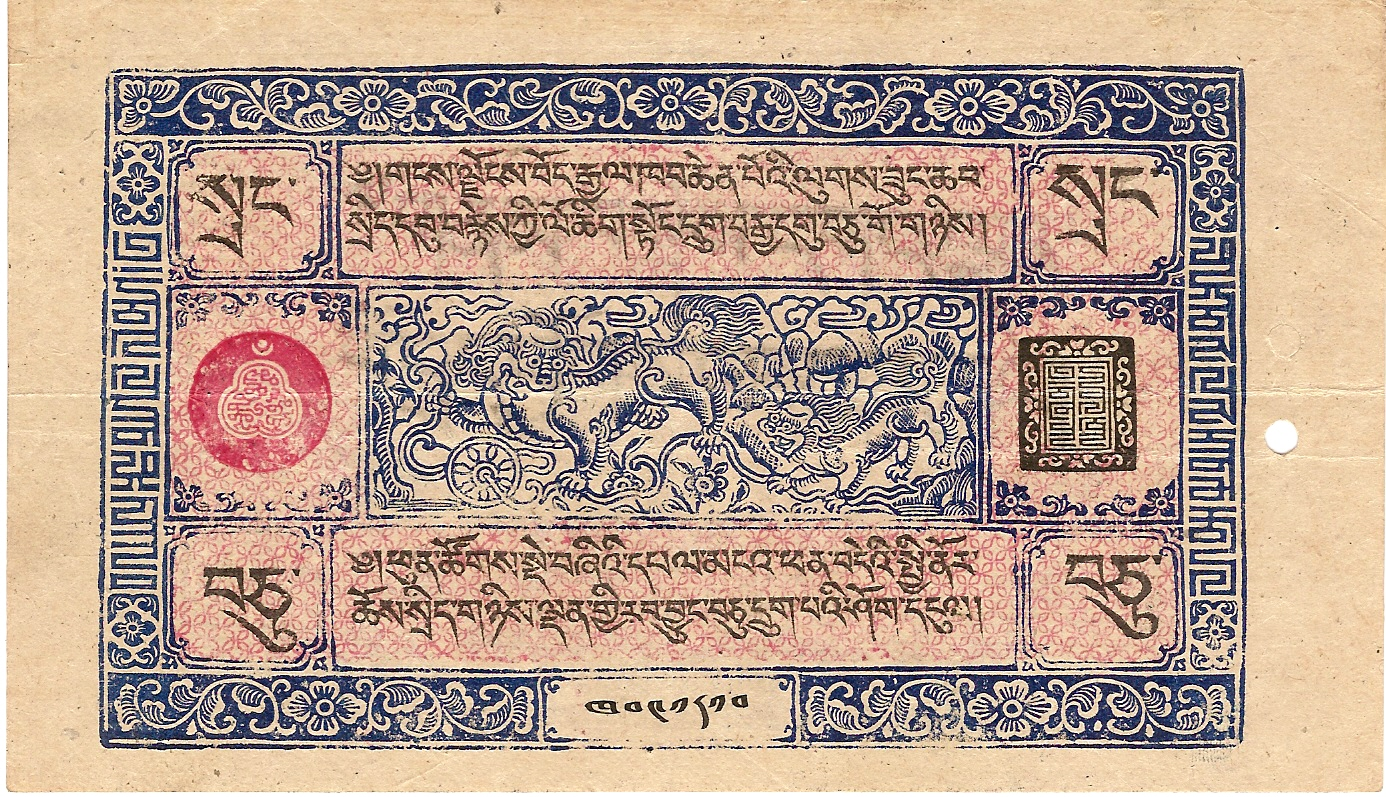
10两纸币，1946年，正面
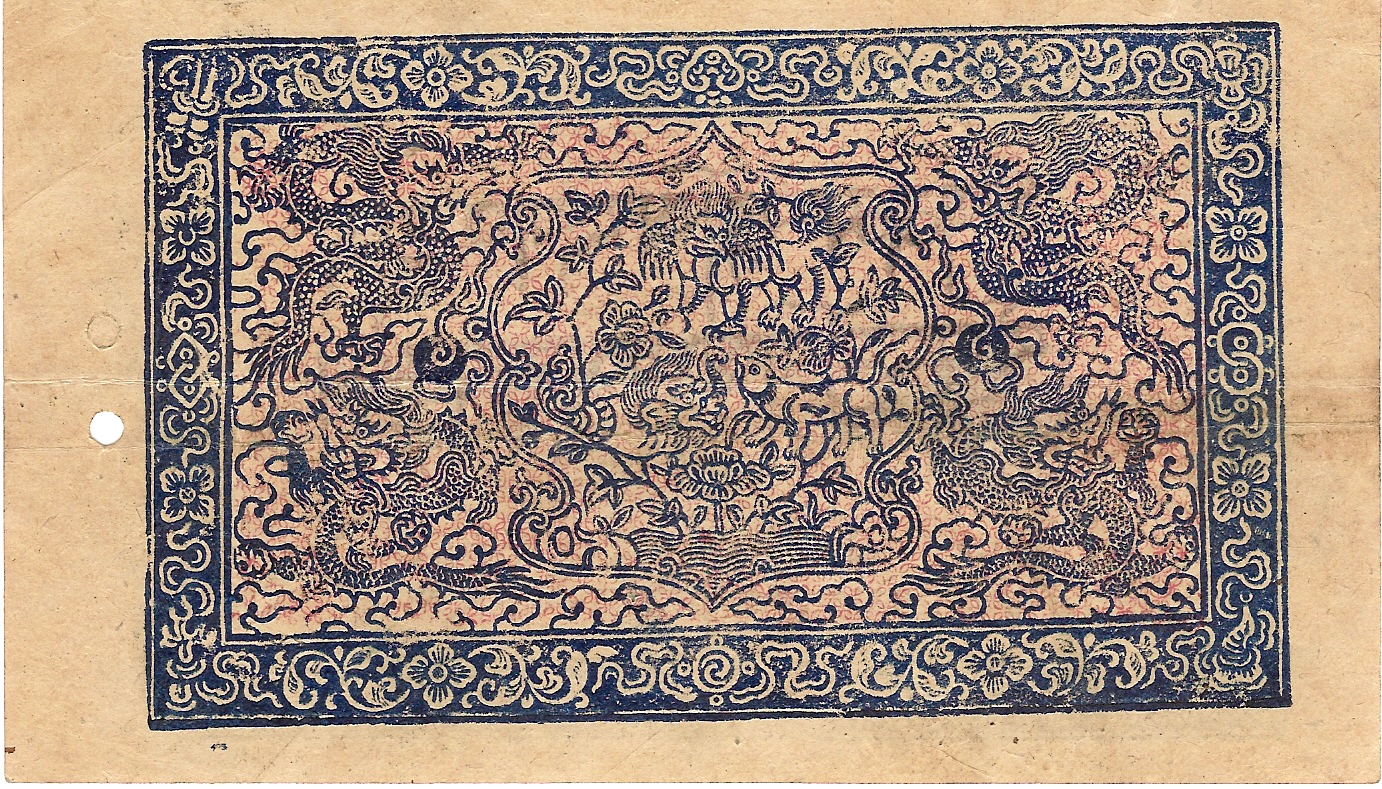
10两纸币，1946年，背面